# Victor Florence Pollet
Pour les articles homonymes, voir Pollet.
Victor Florence Pollet né à Paris le 22 novembre 1811 et mort à Mayenne le 10 décembre 1882 est un peintre et graveur français.

## Biographie

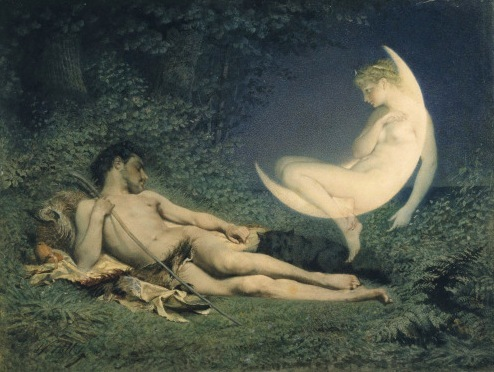
Endymion surpris dans son sommeil (avant 1882).

Victor Florence Pollet est le fils de Victor Pollet et Anne Davou.
Il est l’élève des peintres Ingres et  Delaroche et du graveur Théodore Richomme.
Dès 1835, il expose au Salon des gravures, d'après Tony Johannot, Auguste Raffet et Hippolyte Bellangé. En 1838, il obtient le grand prix de Rome en taille douce.
Par la suite, à partir de 1850, il expose au Salon des aquarelles et des huiles sur toile, dont beaucoup de portraits.
Il est nommé chevalier de Légion d'honneur en novembre 1855. Il expose une dernière fois au Salon en 1879 ; il est représenté durant ses dernières années par Goupil & Cie.
Il meurt à son domicile de Mayenne le 10 décembre 1882.

## Distinction
- Chevalier de la Légion d'honneur en 1855[7].